# Пет пръста
„Пет пръста“ (на английски: 5 Fingers) е американски шпионски филм ноар от 1952 г., режисиран от Джоузеф Манкевич и продуциран от Ото Ланг. Сценарият, написан от Майкъл Уилсън, се основава на книгата от 1950 г. „Операция Цицерон“ (на немски: Der Fall Cicero) от Лудвиг Карл Мойзиш, нацистки търговски аташе в германското посолство в Анкара, Турция (1943 – 44).
Филмът е базиран на истинската история на родения в Албания Елиеса Базна, шпионин с кодовото име Цицерон, който работи за нацистите в периода 1943 – 44 г., докато е нает като камериер на британския посланик в Турция, сър Хю Монтгомъри Натчбул-Хюгесен. Базна снима строго секретни документи и доставя снимките на Франц фон Папен, германският посланик в Турция и бивш германски канцлер, използвайки Мойзиш като посредник.
Джеймс Мейсън играе Улисес Диело (Цицерон), героят базиран на Базна. Във филма участват още Даниел Дарийо, Майкъл Рени, Хърбърт Бергхоф и Уолтър Хампдън.

## Актьорски състав
- Джеймс Мейсън в ролята на Юлисес Диело
- Даниел Дарийо в ролята на графиня Анна Стависка
- Майкъл Рени в ролята на Колин Травърс
- Уолтър Хампдън в ролята на сър Фредерик Тейлър
- Оскар Карлвайс в ролята на Лудвиг Карл Мойзиш
- Херберт Бергхоф в ролята на полковник фон Рихтер
- Джон Венграф в ролята на граф Франц фон Папен
- Роджър Плоудън в ролята на Кийт Макфадън

## Телевизионна адаптация
„Пет пръста“ е адаптиран в телевизионен сериал от 16 епизода през 1959 – 1960 г. с участието на Дейвид Хедисън и Лучана Палуци.